# Säuresee

Irazú, Costa Rica

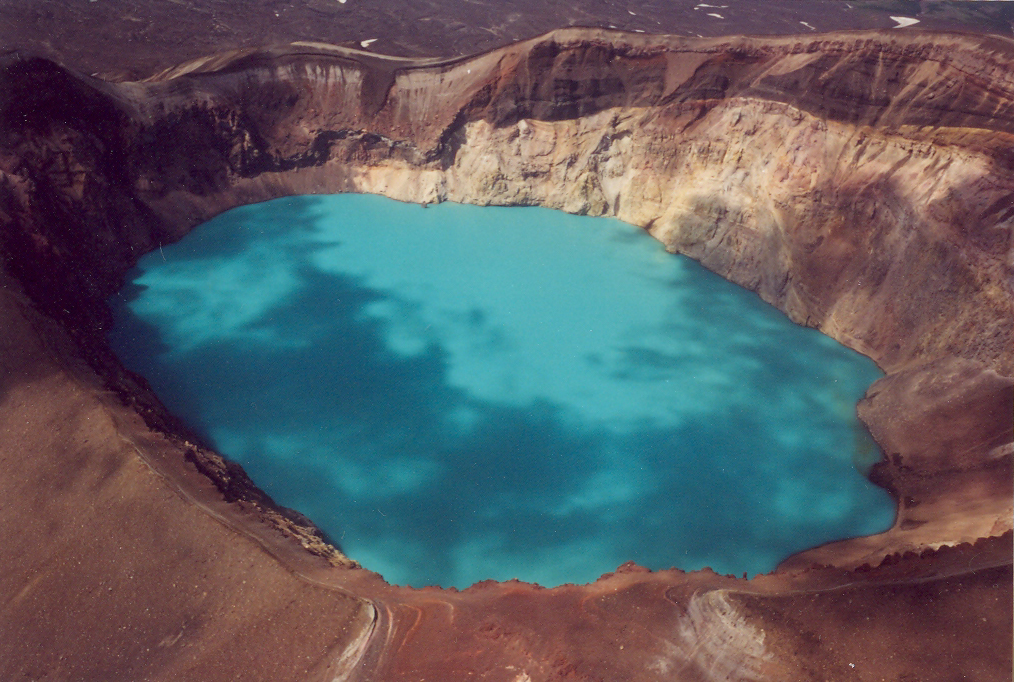
Säuresee im Südkrater Troizki des Vulkans Maly Semjatschik, Kamtschatka, Russland

Ein Säuresee ist ein vulkanischer Kratersee mit säurehaltigem Wasser, das durch eindringende vulkanische Gase, wie beispielsweise Schwefeldioxid oder Chlorwasserstoff, mit diesem reagiert und so einen sehr niedrigen pH-Wert aufweist.
Vulkane, die in Gebieten mit hohem Niederschlag wie Indonesien liegen, besitzen solche Säureseen.
Die aggressiven Dämpfe (Exhalationen), die aus Spalten und dem Vulkanschlot aufsteigen, wirken auf das Gestein rund um den Kraterrand ein und bewirken Prozesse der chemischen Verwitterung. Dabei gebildete mineralische Feinsubstrate sinken zum Kraterboden und können ihn abdichten, so dass sich fortgesetzt Niederschlagswasser in der Mulde sammeln kann. Die ätzenden Gase quellen unter Wasser weiterhin aus und reagieren mit diesem zu Säuren.
Säureseen können – wie andere Seen auch – je nach der Situation von Beleuchtung und Betrachtung, Trübung, Inhaltsstoffen, Biologie sowie Geologie der Umgebung ausgeprägt farbig erscheinen. Kraterseen mit grüner oder türkisblauer Farbe gibt es in den auf der Landbrücke zwischen Nordamerika und Südamerika gelegenen Vulkanen. Vor allem Costa Rica ist reich an solchen Seen. Besonders bekannt ist der Säuresee des Rincón de la Vieja, eines aktiven Schichtvulkans. 
Türkisfarbig ist der Säuresee des Südkraters des Maly Semjatschik, eines Vulkans auf der russischen Halbinsel Kamtschatka.
Einer der größten Säureseen der Erde ist der Kawah Ijen in Indonesien.

## Gefahren
Brechen Vulkane aus, die solche Säureseen in ihrem Kraterinneren beherbergen, dann kann sich ein heißer und ätzender Schlammstrom über die Flanken des Vulkans ergießen. Dieser besteht dann aus saurem Wasser, Vulkanasche und Pyroklasten (Tephra) und ist in der Lage, weite Landstriche zu verwüsten.